# Ardy Lightfoot
Ardy Lightfoot (アルディライトフット) est un jeu d'action plates-formes de type 2D, développé et publié par ASCII au Japon, et publié par Titus Interactive en Amérique du Nord. Il est originellement sorti sur Super Famicom au Japon le 26 novembre 1993, suivi de l'Europe et l'Amérique du Nord en 1994.

## Synopsis
L'Arc-en ciel sacré se brise en sept cristaux et celui qui réussit à réunir tous les cristaux pourra exaucer un vœu. Le duo Ardy et Pec doivent retrouver les cristaux avant le méchant roi Visconti qui est déjà en possession d'un des cristaux et kidnappé leur amie Nina. Ardy est un personnage anthropomorphe à fourrure dont l'apparence animale a été comparée à un chat ou un renard. Il est accompagné d'une petite créature à la forme d'un pingouin blanc et bleu nommée Pec. Plusieurs séquences cinématiques viennent renforcer le côté narratif du jeu.

## Système de jeu
Ardy peut attaquer les ennemis en leur sautant dessus avec sa queue à la façon d'un pogo. Il peut aussi jeter Pec pour avaler les ennemis. Pour gagner des vies supplémentaires, Ardy doit collecter des étoiles le long des niveaux. Ardy est aussi assisté par des personnages secondaires pour affronter les sbires de Visconti et ses lieutenants Beecroft et Catry. Le jeu est composé d'un total de 17 niveaux à travers une cité minière, une mine, une forêt, une pyramide ancienne, un bateau de pirate, une île et un château.